# همان‌گویی (دستور زبان)

در اسامی قبایل عرب، در نام‌های کوره‌های فارس، روزهای ماه‌های پارسیان، در شماره نام‌های هفت کشور، در اصطلاحات قمار، در شمار اعداد از یک تا کاترلیون، در شماره ی ایام هفته از یکشنبه تا شنبه، در شمار شهور شمسیه مطابق بروج منطقه...

ادیب‌الممالک فراهانی
همان‌گویی در دستور زبان، تکرار بی‌فایده و نالازم یک واژه یا جمله در شیوه‌های گوناگون است. ادیب‌الممالک فراهانی شاعری بود که در آثار طنزش شمار بسیاری شعر همان‌گویی داد. همان‌گویی در ادبیات، نوعی شعر مهم است که با بیان مطالب بدیهی و بی‌اهمیت فضای طنز را می‌آفریند.